# Atriplex nudicaulis
Atriplex nudicaulis är en amarantväxtart som beskrevs av Boguslaw. Atriplex nudicaulis ingår i släktet fetmållor, och familjen amarantväxter. Inga underarter finns listade i Catalogue of Life.